# Gobernador de Hidalgo
El Gobernador del Estado Libre y Soberano de Hidalgo es el titular del poder ejecutivo del estado mexicano de Hidalgo.
La Constitución Política del Estado libre y soberano de Hidalgo establece en al Artículo 61 que el ejercicio del poder ejecutivo de la entidad se deposita en un ciudadano que se  denominará Gobernador Constitucional del Estado de Hidalgo, quien será electo en jornada comicial que se celebrará el primer domingo de junio del año que corresponda, durará en su encargo 6 años, deberá tomar posesión el cinco de
septiembre del año de la elección y nunca podrá ser reelegido.

## Historia
El estado de Hidalgo se creó en 1869, por lo cual toda su vida como entidad federativa ha transcurrido dentro del sistema federal (las constituciones de 1857 y 1917) y, por este motivo, no ha tenido periodos históricos con la denominación de departamento, como sí ha ocurrido, en cambio, con otras entidades del país.
La República Restaurada es el periodo histórico comprendido entre la derrota del Segundo Imperio Mexicano en 1867 y el primer período presidencial de Porfirio Díaz iniciado en 1876. Durante este periodo se crea el estado de Hidalgo mediante el Decreto de Erección del Estado de Hidalgo, por el presidente Benito Juárez; el día 16 de enero de 1869. El 21 de enero de 1869, fue nombrado Juan Crisóstomo Doria González, como gobernador provisional, quien llega a Pachuca y ocupa el cargo el día 27 de enero de 1869.
Se denomina Porfiriato al periodo durante el cual gobernó el país el general Porfirio Díaz en forma intermitente desde 1876 hasta mayo de 1911. Con la pequeña interrupción del presidente Manuel González, quien gobernó de 1880 a 1884. Fue un periodo de estabilidad y progreso económico en el país, pero también con severas desigualdades sociales. En el estado de Hidalgo el gobierno estuvo manejado en un principio por la familia Cravioto y posteriormente por Pedro L. Rodríguez.
Durante la Revolución mexicana la inestabilidad política no permitió el ejercicio del gobierno de ninguno de los tres poderes de Hidalgo (Ejecutivo, Legislativo y Judicial), durante este periodo desfilaron una serie de gobernadores; todos provisionales y de diferentes corrientes revolucionarias: villistas, convencionistas, carrancistas. Incluso durante 1914 se instalaron al mismo tiempo tres gobernadores, Nicolás Flores Rubio en Zimapán; Vicente C. Salazar en Pachuca; y Roberto Martínez y Martínez en Ixmiquilpan.
En 1917 con la toma de posesión de Nicolás Flores Rubio quedan instaurados los tres poder de gobierno, históricamente se considera este hecho como la reanudación del régimen constitucional en el estado de Hidalgo.

## Requisitos
De acuerdo con el Artículo 63 de la Constitución Política del Estado libre y soberano de Hidalgo para ser gobernador del estado de Hidalgo se requiere:

I.- Ser mexicano por nacimiento, en ejercicio de sus derechos políticos.

II.- Ser hidalguense por nacimiento o con residencia efectiva no menor de cinco años inmediatamente anteriores al día de la elección; 
III.- Tener treinta años de edad cumplidos el día de la elección. 
IV.- No pertenecer al estado eclesiástico, ni ser ministro de culto religioso; 
V.- No ser militar en servicio activo o ciudadano con mando de los cuerpos de Seguridad Pública; en ambos casos, dentro de los noventa días anteriores a la fecha de la elección; 
VI.- No ser Servidor Público Federal o Local, Secretario de Despacho del Ejecutivo, Procurador General de Justicia del Estado, Subprocurador General de Justicia, Magistrado del Tribunal Superior de Justicia, del Tribunal Fiscal Administrativo, Consejero del Consejo de la Judicatura, Diputado Local o Presidente Municipal en funciones, a menos que se hayan separado de su encargo, noventa días naturales antes de la fecha de la elección. 

No ser Consejero Electoral, Subprocurador de Asuntos Electorales, integrante de la Junta Estatal Ejecutiva del Instituto Estatal Electoral y Magistrado del Tribunal Electoral del Poder Judicial del Estado, a menos que se separen de su cargo un año antes del inicio del proceso electoral de que se trate.

## Investidura
Al tomar posesión de su cargo el Gobernador rendirá la protesta ante el Congreso del Estado de Hidalgo en los términos siguientes:

“Protesto guardar y hacer guardar la Constitución Política de los Estados Unidos Mexicanos, la del estado de Hidalgo y las leyes que de ellas emanen, y desempeñar leal y patrióticamente el cargo de Gobernador del estado, que el pueblo me ha conferido, mirando en todo por el bien y prosperidad de la nación y del estado de Hidalgo, si así no lo hiciere, que el pueblo me lo demande”.

## Facultades y obligaciones

Palacio de Gobierno del Estado de Hidalgo, edificio que se inauguró el 15 de septiembre de 1970.

De acuerdo con el Artículo 71 de la Constitución Política del Estado libre y soberano de Hidalgo son facultades y obligaciones del gobernador del estado de Hidalgo:

I.- Promulgar y ejecutar las Leyes y Decretos, proveyendo en la esfera administrativa lo necesario para su exacta observancia; 

II.- Expedir los Reglamentos que fueren necesarios para la mejor ejecución de las leyes; 
III.- Cuidar de que se instruya a la Guardia Nacional, de acuerdo con lo previsto en el artículo 73 fracción XV de la Constitución General de la República; 
IV.- Solicitar al Congreso de la Unión el consentimiento al cual se refiere la fracción II del Artículo 118 de la Constitución General; V.- Informar al Congreso, por escrito o verbalmente, por conducto del Secretario del ramo, sobre los asuntos de la administración, cuando el mismo Congreso lo solicite; 
VI.- Remitir al Congreso a mas tardar el 31 de marzo de cada año, la Cuenta Pública del Estado, correspondiente al año anterior; 
VII.- Facilitar a los Poderes Legislativo y Judicial los elementos necesarios para el ejercicio expedito de sus funciones; 
VIII.- Ordenar que se cumplan las sentencias ejecutoriadas de los Tribunales; 
IX.- Cuidar del orden y la tranquilidad pública del Estado, así como del respeto a los derechos humanos. 
X.- Mandar las fuerzas de seguridad pública del Estado y dictar órdenes a las policías municipales en los casos que considere como de fuerza mayor o alteración grave del orden público; 
XI.- Resolver las dudas que tuvieren los agentes de la Administración Pública, sobre la aplicación de las Leyes a casos particulares; 
XII.- Nombrar y remover libremente a los Secretarios de Despacho y a todos los empleados y funcionarios, que conforme a la Constitución y a las leyes, no deban ser nombrados por otra autoridad; 
XIII.- Nombrar a los funcionarios y agentes integrantes de las fuerzas de seguridad pública Estatal y a los responsables de los servicios públicos del gobierno, que en todos los casos se considerarán como empleados de confianza; 
XIV.- Nombrar a los Magistrados del Tribunal Superior de Justicia, Tribunal Fiscal Administrativo con la aprobación del Congreso del Estado y recibir sus renuncias para tramitarlas en términos de Ley; 
XV.- Iniciar ante el Tribunal Superior de Justicia, la separación de los servidores públicos del Poder Judicial que observen conducta inconveniente; 
XVI.- Proponer al Tribunal Superior de Justicia, la modificación de la división y límites de los Distritos Judiciales, a fin de enviar en su caso la correspondiente iniciativa al Congreso; 
XVII.- Conceder licencia a los servidores públicos que se expresan en la fracción XII, en los términos que fijen las leyes;
XVIII.- (DEROGADA, P.O. 14 DE NOVIEMBRE DE 1995) 
XIX.- Organizar y fomentar la educación pública en el Estado; 
XX.- Promover el desarrollo cultural, artístico, deportivo, científico y tecnológico de la Entidad; 
XXI.- Registrar títulos para el ejercicio de una profesión a las personas que hayan obtenido el derecho a él, conforme a las Leyes de la materia; 
XXII.- Conceder indulto con justificación, a los condenados por sentencia ejecutoriada emanada de los Tribunales del Estado; 
XXIII.- Nombrar representantes del Estado para los negocios en los que éste tenga interés y que deban ventilarse fuera del mismo; 
XXIV.- Cuidar de los distintos ramos de la administración, procurando que los caudales públicos estén siempre asegurados y se recauden e inviertan con arreglo a las Leyes; 
XXV.- Presentar un informe por escrito al Congreso del Estado, el día cinco de septiembre de cada año, para dar cuenta del estado que guardan los diversos ramos de la Administración Pública. El último año del Ejercicio Constitucional, el informe se enviará el cinco de agosto. Cuando por causas de fuerza mayor no fuera posible enviarlo en estas fechas, el Congreso expedirá el correspondiente Decreto, fijando el día para su presentación. 
XXVI.- Solicitar del Congreso autorización para el arreglo de los límites de la Entidad con los Estados Limítrofes y una vez aprobado el arreglo por la Legislatura, dirigirse al Congreso de la Unión, para los efectos de dar cumplimiento a los Artículos 73 fracción IV y 116 de la Constitución General de la República; 
XXVII.- Delegar en cualquiera de los organismos o servidores de la administración pública estatal, el ejercicio de las facultades mencionadas anteriormente en la fracción XXVI; 
XXVIII.- (DEROGADA, P.O. 14 DE DICIEMBRE DE 2009). 
XXIX.- Conceder amnistía cuando así lo amerite, siempre que se trate de delitos de la competencia de los Tribunales del Estado; 
XXX.- Solicitar la protección de los Poderes de la Unión, de conformidad con el Artículo 119 de la Constitución General de la República; 
XXXI.- Ejercer el derecho de veto en los términos de esta Constitución; 
XXXII.- Ejercer las facultades que le otorga la Constitución Federal en relación con la Guardia Nacional; 
XXXIII.- Facilitar a la Procuraduría General de Justicia, los elementos necesarios para el ejercicio expedito de sus funciones; 
XXXIV.- Representar al Estado en las comisiones tanto federales, como interestatales regionales; 
XXXV.- Ejercer actos de dominio sobre el patrimonio del Estado, en los términos que dispongan las leyes; 
XXXVI.- Contratar empréstitos con aprobación del Congreso del Estado para destinarlos a inversiones públicas productivas conforme a las bases o en los términos que determine dicho Congreso mediante una ley o decreto. 
XXXVII.- Ejercer el presupuesto de egresos;
XXXVIII.- Presentar al Congreso del Estado para su aprobación, a más tardar el 15 de diciembre de cada año, la iniciativa de Ley de Ingresos y Presupuesto de Egresos del Estado, que deberán regir en el año inmediato. Asimismo para su autorización en dicho presupuesto, presentar las erogaciones plurianuales para aquellos proyectos de inversión en infraestructura que se determinen conforme a lo dispuesto en la Ley reglamentaria; las erogaciones correspondientes deberán incluirse en los subsecuentes presupuestos de egresos. 
Asimismo, para la autorización de dicho presupuesto, presentar las erogaciones plurianuales para contratos de prestación de servicios de largo plazo, proyectos de inversión en infraestructura, contratos de obra pública, adquisiciones, arrendamientos, servicios y adeudos de ejercicios fiscales anteriores, conforme a lo dispuesto en las leyes respectivas; las erogaciones correspondientes deberán incluirse en los subsecuentes presupuestos de egresos. 
XXXIX.- Presentar al Congreso, al término del período constitucional del Gobernador, una memoria sobre el estado que guardan los asuntos públicos; 
XL.- Mantener a la Administración Pública en constante superación, adecuándola a las necesidades técnicas y humanas de la Entidad; 
XLI.- Gestionar ante las dependencias federales lo necesario, a efecto de que se cumplan totalmente en el Estado las Leyes, impuestos o derechos que emanen de la Constitución General de la República; 
XLII.- Retener las cantidades que le correspondan al Estado, como participación convenida con la Federación o por virtud de un mandato legal 
XLIII.- Promover el desarrollo económico del Estado, buscando siempre que sea compartido y equilibrado entre los centros urbanos y los rurales; 
XLIV.- Fomentar en el Estado, la creación de industrias y empresas, buscando la participación armónica de todos los factores de la producción, estableciéndose especialmente el equilibrio entre el campo y los centro urbanos. 
XLV.- Planificar y regular el crecimiento de los centros urbanos, otorgando los servicios necesarios, a fin de propiciar el espíritu de solidaridad en la convivencia social y el desarrollo pleno y armónico de la población; 
XLVI.- Recabar las participaciones que correspondan a los Ayuntamientos, que por cualquier título se perciban, para entregarlos a la Hacienda Municipal; 
XLVII.- Conducir y promover el desarrollo integral del Estado, de conformidad con los objetivos y prioridades de la planeación del desarrollo estatal; así como elaborar, con la participación de los municipios, los planes y programas, para promover e impulsar el desarrollo regional. 
XLVIII.- Actuar como árbitro en los conflictos que se susciten entre los Municipios; 
XLIX.- Otorgar patentes de Notario, con sujeción a la Ley respectiva; L.- Tomar las medidas necesarias en los casos de desastre y situaciones económicas difíciles o urgentes; 
LI.- Decretar expropiaciones por causa de utilidad pública, mediante el pago de las indemnizaciones que correspondan conforme a le Ley; y 
LII.- Designar al Consejero del Consejo de la Judicatura; y 
LIII.- Realizar, promover y alentar los programas de prevención, erradicación, defensa, representación jurídica, asistencia, protección, previsión, participación y atención en materia de lucha contra la discriminación en el Estado de Hidalgo. 

LIV.- Las demás que le confiera esta Constitución y la General de la República.

## Lista de sus titulares
Esta es una lista de los últimos once gobernadores del estado:
- (1976 - 1978): (Interino)  José Luis Suárez Molina
- (1978 - 1981): (Extraordinario)  Jorge Rojo Lugo
- (1981 - 1987):  Guillermo Rossell de la Lama
- (1987 - 1993):  Adolfo Lugo Verduzco
- (1993 - 1998):  Jesús Murillo Karam
- (1998 - 1999): (Interino)  Humberto Lugo Gil
- (1999 - 2005):  Manuel Ángel Núñez Soto
- (2005 - 2011):  Miguel Ángel Osorio Chong
- (2011 - 2016):  Francisco Olvera Ruiz
- (2016 - 2022):  Omar Fayad Meneses
- (2022 - 2028):  Julio Menchaca Salazar